# 顧準曾
顧準曾（?—?），河南省開封府祥符縣人，清朝政治人物、進士出身。
光緒二十九年（1903年），参加光緒癸卯科殿試，登進士二甲第23名。同年閏五月，以主事分部学习。